# Autodefensa Obrera
La Autodefensa Obrera (ADO) o Movimiento de Autodefensa Obrera (MAO) fue una guerrilla urbana colombiana fundada en 1974.

## Ideología
Era una guerrilla de origen trotskista. Se definen como una estructura político-militar que buscaba consolidarse en las ciudades para formar un ejército urbano que se extienda al campo y crear las Fuerzas de Autodefensa Popular. Este grupo nació en consecuencia las diversas movilizaciones que tomaron lugar en Bogotá en la década de los 70´s, así en la creciente influencia de la lucha armada en la izquierda colombiana.

## Historia

### Actividad armada
Fundada por el brasileño Giomar O'Beale o Juan Manuel Gónzalez Puentes y los hermanos Héctor Fabio, Edgardo y Adelaida Abadía Rey y su esposo Alfredo Camelo entre otros. Iniciaron denominados como el Comando Camilo Torres Restrepo un grupo clandestino y se dio a conocer entre 1976 y 1977. En Bogotá. Realizando pequeñas acciones de tomas de edificios como la toma del salón cultural del barrio San Carlos de Bogotá, y la toma de oficinas del Ministerio de Trabajo, así como fugas de cárceles donde estaban presos sus miembros entre 1979 y 1980, así como tomas de colegios y emisoras. En otras acciones de asalto y robo de bancos y ataques con explosivos. Asesinato del exministro de Gobierno Rafael Pardo Buelvas el 13 de septiembre de 1978,  la ADO lo justificó por los muertos en el Paro Cívico Nacional de 1977. Realizaron secuestros de industriales y políticos.
El grupo en su momento llegó a atacar en conjunto con el ELN como un asalto realizado el 20 de septiembre de 1979 en Bogotá. El 17 de noviembre de 1979 dos personas murieron durante un asalto a una sucursal bancaria. La actividad armada del grupo siguió hacía inicio de los 80´s, resaltando una serie de ataques armados que tuvieron lugar en Bogotá el 18 de abril de 1980, y el asesinato de un policía el 12 de junio de 1980. Con la muerte de Juan Manuel Gónzalez Puentes en 1980. Empieza un proceso de disolución de la guerrilla. Después de su muerte el grupo sus ataques se vuelven más esporádicos.

### Diálogos con el gobierno
La ADO fue rechazada por otras guerrillas durante sus intentos de diálogo con el gobierno. Firmaron un Cese al fuego con el gobierno colombiano el 23 de agosto de 1984, al mismo tiempo que el pactado por organizaciones como las FARC-EP, ELN, M-19 y EPL. Prórroga del acuerdo el 2 de marzo de 1986. Finalmente desaparece entre 1989 y 1990 sin acuerdos de paz con el gobierno.

## Estructura armada
- Dirección político-militar
- Comandos (2 escuadras)
- Escuadras (Varias células)
- Células (3-5 militantes)[31]